# Save Your Kisses
Save Your Kisses – debiutancki album studyjny duńskiej piosenkarki Natashy Thomas, wydany w 2004 roku przez Sony Music i Epic Records.

## Lista utworów
Źródło: Discogs
| Nr  | Tytuł                                                     | Długość |
| --- | --------------------------------------------------------- | ------- |
| 1.  | „Introducing Natasha / Loving You Is Not Easy (Uh La La)” | 3:30    |
| 2.  | „Let Me Show You (The Way)”                               | 3:42    |
| 3.  | „Young Hearts”                                            | 3:00    |
| 4.  | „Why (Does Your Heart Hurt So Much)”                      | 4:01    |
| 5.  | „More and More”                                           | 3:39    |
| 6.  | „Sunshine After Rain”                                     | 3:50    |
| 7.  | „It's Over Now”                                           | 3:37    |
| 8.  | „Suddenly”                                                | 3:54    |
| 9.  | „Save Your Kisses for Me”                                 | 3:45    |
| 10. | „Hold Me Closer”                                          | 2:59    |
| 11. | „Young and Carefree”                                      | 3:29    |
| 12. | „Can't Turn Back Time”                                    | 3:41    |
| 13. | „Rollercoaster Ride”                                      | 4:07    |
| 14. | „More Than Friends”                                       | 4:26    |

## Notowania na listach sprzedaży
| Kraj       | Lista (2004)   | Najwyższa pozycja |
| ---------- | -------------- | ----------------- |
| Niemcy     | Albums Top 100 | 20                |
| Austria    | Alben Top 75   | 48                |
| Szwajcaria | Alben Top 100  | 67                |